# Michał Broniatowski
Michał Włodzimierz Broniatowski (ur. 10 kwietnia 1954) – polski dziennikarz i manager medialny.

## Życiorys
Syn Mieczysława Broniatowskiego i Henryki Broniatowskiej, brat Karola Broniatowskiego.
Ukończył VI Liceum Ogólnokształcące im. Tadeusza Reytana w Warszawie (1973) i iberystykę na Uniwersytecie Warszawskim (1979).
W 1979 rozpoczął karierę w Telewizji Polskiej, gdzie pracował do stanu wojennego. W latach 1985–2000 związany z agencją prasową Reuters, początkowo jako jej korespondent w Polsce. Od 1992 dyrektor polskiego oddziału agencji Reutera, od 1997 dyrektor przedstawicielstwa agencji Reutera w Rosji i krajach byłego ZSRR.
W latach 1994–2005 dyrektor i członek Rady Nadzorczej Grupy ITI, w latach 2001–2005 członek Rady Nadzorczej Grupy Onet. W latach 2002–2003 konsultant Telekomunikacji Polskiej S.A. i Edipresse Polska. W latach 2003–2009 wiceprezes rosyjskiej agencji informacyjnej Interfax, odpowiedzialny za międzynarodową działalność firmy. W 2009 wszedł w skład Rady Nadzorczej TVN SA. W latach 2013–2014 współtworzył na Ukrainie telewizyjny kanał informacyjny Espreso TV. W latach 2014–2017 redaktor naczelny polskiej edycji miesięcznika „Forbes”, od 2017 do 2024 koordynator, komentator i redaktor serwisu Onet Politico. Prezes Rady Fundacji Ośrodek Analiz Strategicznych.
W 2014 był członkiem kapituły konkursu dla pracodawców „Dobry Klimat dla Rodziny” o Nagrodę Pary Prezydenckiej Bronisława Komorowskiego i Anny Komorowskiej. Wchodzi w skład Kapituły Nagrody Newsweeka im. Teresy Torańskiej. Od 1 marca 2024 dyrektor – redaktor naczelny TVP World.